# Wassily Kandinsky
Wassily Kandinsky (Russisch: Василий Васильевич Кандинский, Vasili Vasiljevitsj Kandinski) (Moskou, 16 december 1866 – Neuilly-sur-Seine, 13 december 1944) was een Russisch-Franse kunstschilder en graficus. Zijn schilderstijl behoorde aanvankelijk tot het expressionisme, soms ook wel gerekend tot het symbolisme. Kandinsky was een van de schilders die vorm en filosofische ondergrond gaven aan de abstracte kunst in het eerste kwart van de twintigste eeuw.
Filosoof en psychiater Viktor Kandinski was een oom van Kandinsky.

## Achtergrond
Kandinsky was aanvankelijk als jurist verbonden aan de Universiteit van Moskou. In 1896 vertrok hij naar München in Duitsland. Daar studeerde hij eerst twee jaar aan de Anton-Azbé-school en daarna aan de Akademie der Bildenden Künste. Kandinsky was een van de grondleggers van de kunstenaarsgroep de Phalanx en richtte na een jaar de Phalanx-Malschule op. Een van de leerlingen, Gabriele Münter, werd zijn levensgezellin.

Vers la voix inconnue, 1916, Centre Georges Pompidou, Parijs

## Blaue Reiter

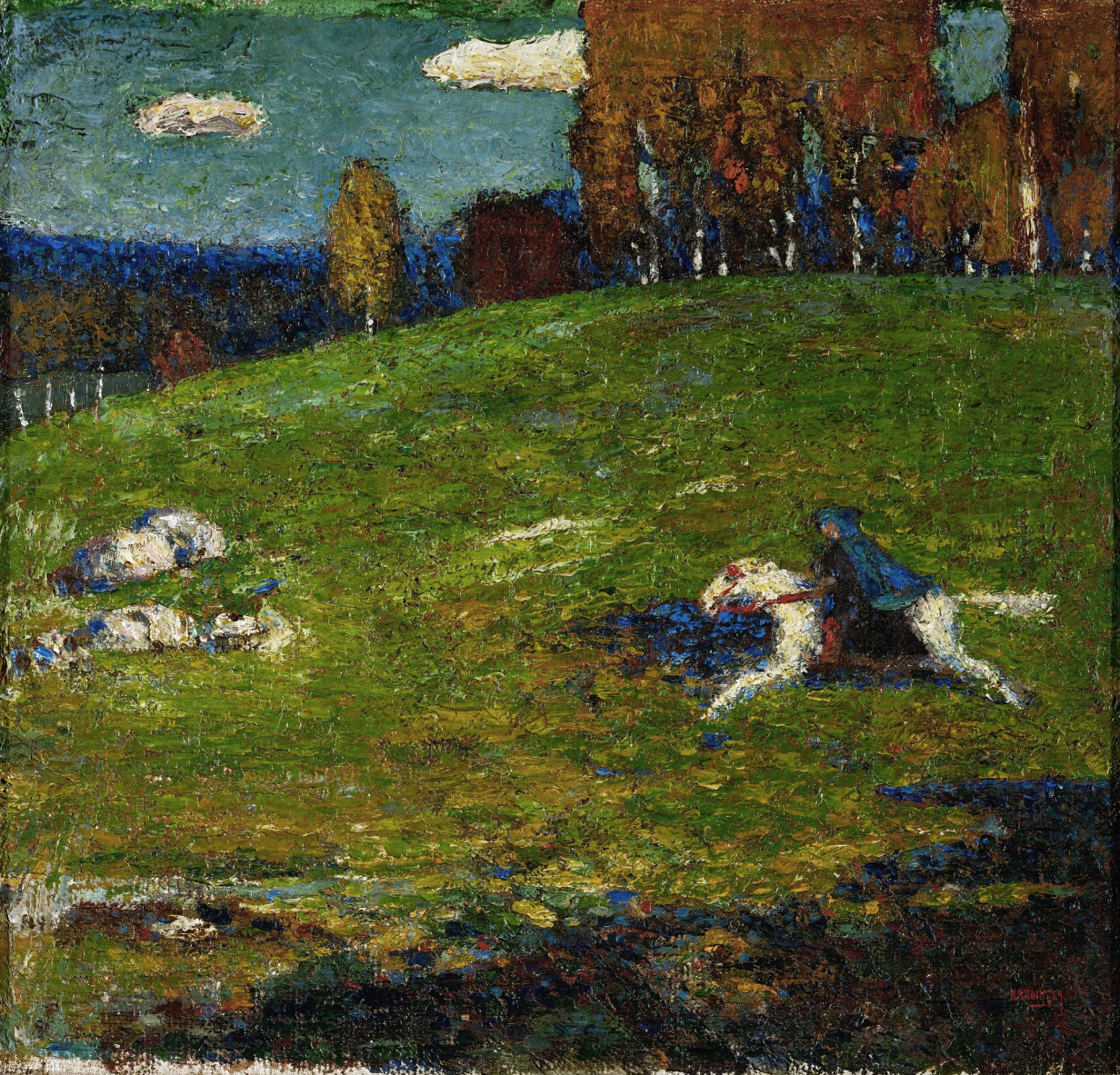
De Blauwe Ruiter, 1903

In 1909 stichtte hij met zijn vriend Alexej von Jawlensky de Neue Künstlervereinigung München. Na een jaar verliet hij de groep echter en richtte in 1911 met Franz Marc de kunstenaarsvereniging Der Blaue Reiter op, genoemd naar een eerder ruiter-schilderij van Kandinsky en naar de voorliefde voor paarden van Franz Marc; van de kleur blauw hielden ze allebei. Der Blaue Reiter werd ook de naam van de door deze groep uitgegeven almanak. In 1912 verscheen in twee opeenvolgende edities zijn belangrijke essay Über das Geistige in der Kunst.

## Abstracte kunst
In Murnau, waar Gabriele Münter woonde, zou hij in 1910 het abstracte schilderen ontdekt hebben, naar aanleiding van een van zijn omgekeerde figuratieve werken. "...Ik bevond me onverwacht voor een schilderij van een onbeschrijfelijk overweldigende schoonheid. Verbaasd bleef ik staan, gefascineerd door dit werk ... Het schilderij had geen onderwerp, het stelde geen enkel herkenbaar object voor, het was uitsluitend samengesteld uit lichtende kleurvlekken ..." verklaarde hij. In Murnau was de invloed van de Fauvisten op zijn werk duidelijk. In 1905 hadden zij voor het eerst als groep tentoongesteld op het Salon d'Automne in Parijs, waaraan ook Kandinsky deelgenomen had. Een voorbeeld van deze invloed is het schilderij Murnau Kohlgruberstrasse uit 1908.
De meningen omtrent het ontstaan van de abstracte kunst lopen wel enigszins uit elkaar. Waren het de Disques simultanés van de Franse Robert Delaunay, of de muzikale doeken van de Tsjech Kupka, of de geometrische oefeningen van Kasimir Malewitsj of het abstracte proces waaraan Mondriaan zich waagde, die de revolutionaire stap naar de abstractie zetten? Of was het dan toch Michail Larionov met zijn Rayonisme van 1907? En verliezen we ten slotte niet uit het oog dat Cézanne zijn Mont Sainte Victoire al vanaf 1885 en Monet zijn Nymphéas vanaf 1890 louter tot kleur aan het abstraheren waren. Zeker is dat de toen 20-jarige student Kandinsky al in 1886 de kleurenoverheersing in de oude Russische iconen had opgemerkt en dat hij, 9 jaar later, op een expositie in Moskou, in bewondering stond voor het schilderij de Korenschelf van Claude Monet, waarbij hij zich afvroeg "...Waarom zou de emancipatie van de kleur niet kunnen samengaan met de bevrijding van de vorm?...". Een Improvisatie-aquarel van hem, in 1910, luidde wel degelijk de abstracte kunst in.

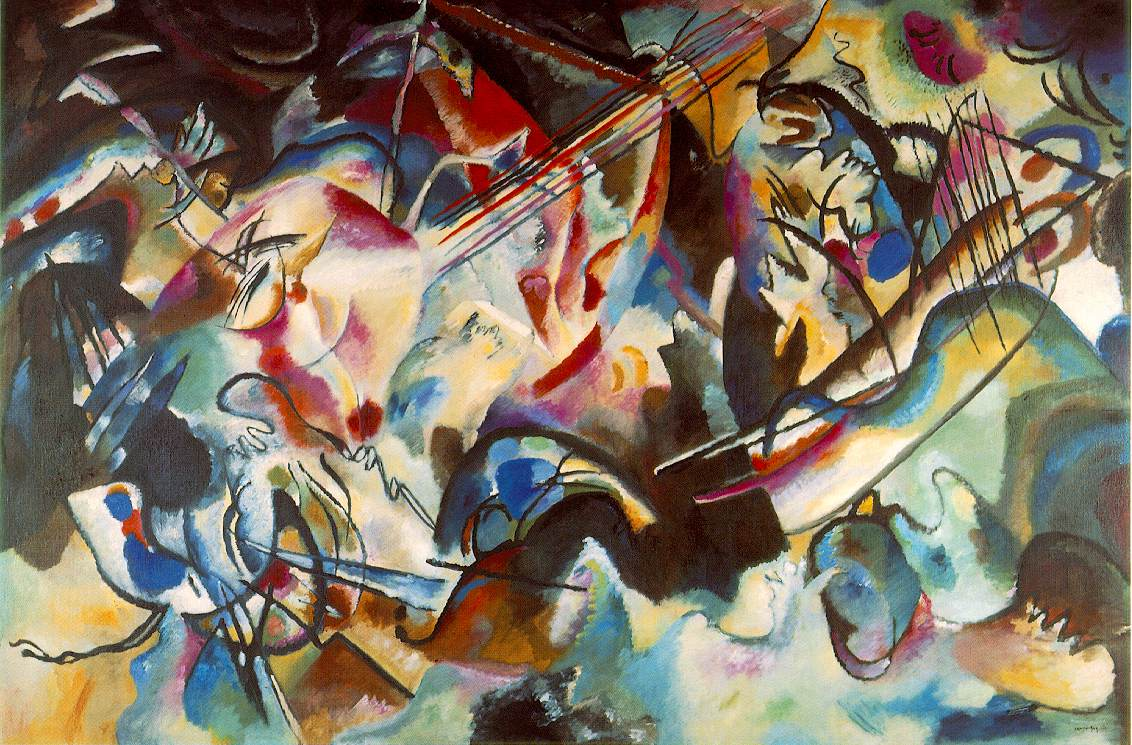
Compositie VI, 1913, Hermitage, Sint-Petersburg

Kandinsky liet zich inspireren door muziek en met name de atonale muziek van Arnold Schönberg. In Über das Geistige in der Kunst stelde Kandinsky dat kleur en klank psychologische effecten hebben op de menselijke ziel. Hij stelde een klankkleurtheorie op, die een grote invloed heeft gehad op de ontwikkeling van de twintigste-eeuwse kunst. Volgens Kandinsky spreekt iedere kleur een eigen taal met een eigen expressie en zit in elke kleur een vorm en ziel. Verschillende kleuren samen zullen een innerlijke beleving bij de beschouwer bewerkstelligen. Ook de verschillende klanken in muziek, die samen een harmonieus geheel vormen, zullen een innerlijke beleving bij de luisteraar opwekken. Deze krachtige uitwerking die kleur en klank hebben op de menselijke psyche, noemt hij ‘innerlijke klank’ of ‘seelische Vibration’.

## Bauhaus

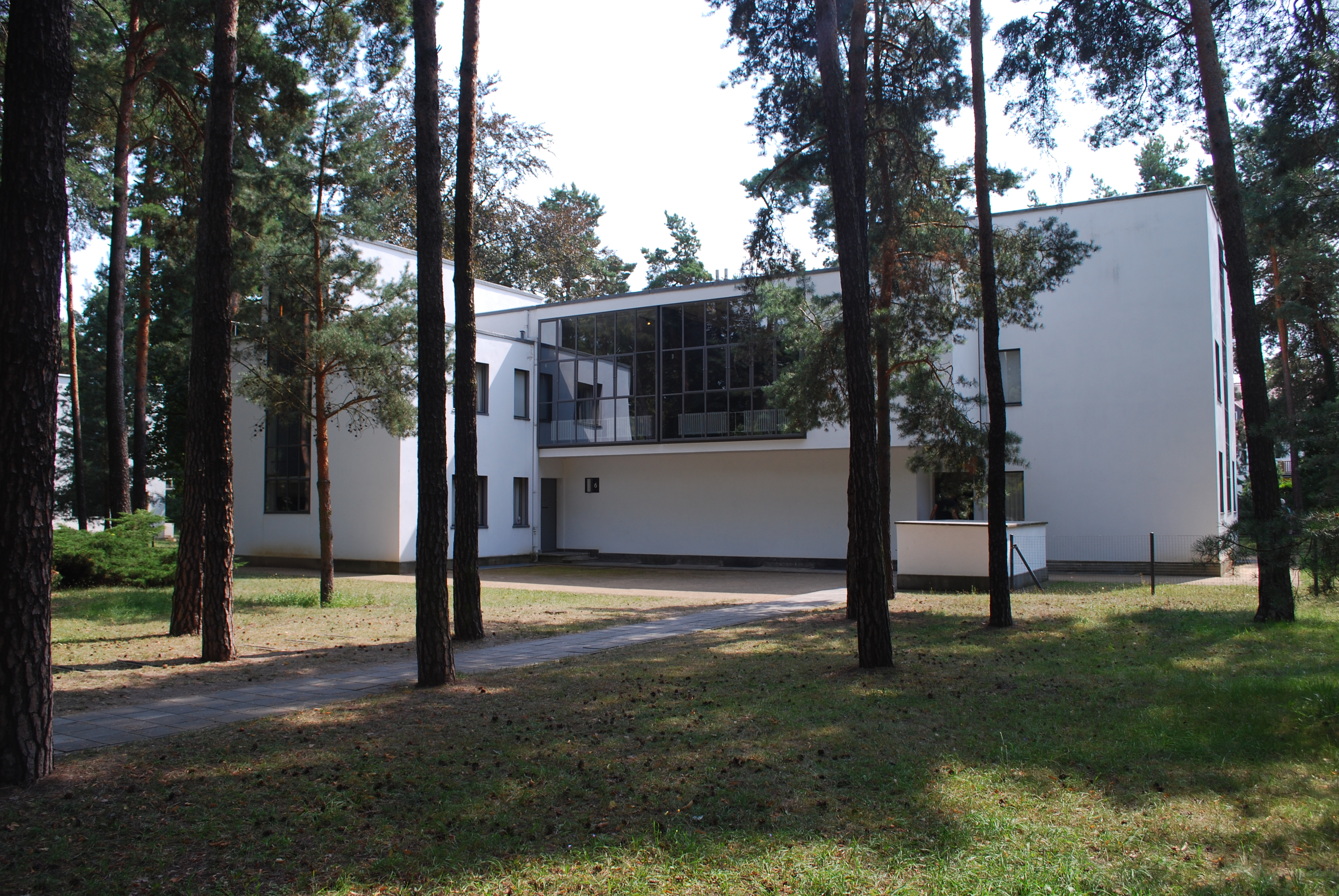
Huis van Paul Klee en Wassily Kandinsky in Dessau

Bij het uitbreken van de Eerste Wereldoorlog keerde Kandinsky terug naar Moskou. Hij werd er leraar en trouwde er in 1917 met Nina de Andrejevski. Zijn bruid was 16, hij was 50. Zijn vriendin Gabriele was in Murnau gebleven. Ze zou er sterven in 1962. Ze had nog één schilderij van Kandinsky overgehouden, een portret van haar, in een mauve jurkje, toen ze 27 jaar was. Het was hun geliefkoosde kleur geweest.
Na de oorlog keerde hij terug naar Duitsland en in 1922 werd hij professor aan het Bauhaus van Weimar, waaraan Paul Klee al verbonden was. Hier begon de meest productieve periode uit Kandinsky's leven. Hij noemde het zelf "de tijd, gekarakteriseerd door een lyrisch geometrisme". Toen het Bauhaus in 1925 verhuisde naar Dessau, oefende hij er dezelfde functie uit. Nog in 1922 realiseerde hij voor de Jurifreie Kunstausstellung van Berlijn een monumentaal decor over de 4 muren van het Salon. Dit kunstwerk werd gereconstrueerd in het Nationaal Museum voor Moderne Kunst (M.N.A.M.) van Parijs, in 1977.
In 1924 stichtte hij met Lyonel Feininger, Paul Klee en Alexej von Jawlensky weer een andere kunstenaarsgroep, Die Blauen Vier.
Naast talloze van zijn theoretische beschouwingen, die in de Bauhaus-Bücher verschijnen, maakte hij ook werk van zijn Punkt und Linie zu Fläche, gepubliceerd in 1926.
Op de Internationale Tentoonstelling voor Architectuur te Berlijn, in 1931, creëerde hij de grote muurpanelen in keramiek voor de Muziekzaal in het Mies van der Rohe-huis.

## Laatste jaren
In 1928 verkreeg Kandinsky de Duitse nationaliteit, maar in 1933 moest hij Duitsland verlaten, net als Paul Klee. Het Bauhaus, dat het jaar ervoor overgeplaatst was naar Berlijn, werd datzelfde jaar door de Gestapo gesloten. Hij kwam naar Parijs, waar hij de Franse nationaliteit aannam en met Nina in Neuilly-sur-Seine ging wonen. Hij schilderde er in 1944 zijn laatste stuk Getemperd élan en stierf er op 13 december 1944. Hij stierf aan de gevolgen van atherosclerose, een vaatziekte.
Zijn weduwe Nina leefde nog bijna 40 jaar. Ze werd vermoord gevonden tijdens een vakantie in haar chalet te Gstaad, in Zwitserland, in september 1980.

## Betwiste nalatenschap
In 2018 concludeerde de Restitutiecommissie die nazi-roofkunst onderzocht, na 20 jaar onderzoek naar de herkomst van een schilderij van Kandinsky in het Stedelijk Museum te Amsterdam, dat het daar mocht blijven. Dit betrof zijn werk Bild mit Häusern uit 1909. Het museum kocht dit olieverfschilderij in oktober 1940 op een veiling voor 160 gulden. Desalniettemin werd het in januari 2020 door erfgenamen van de familie Lewenstein in een gerechtelijke procedure tegen het Stedelijk Museum en de gemeente Amsterdam teruggeëist.
In 2021 besloot de gemeente Amsterdam dat het doek alsnog wordt teruggegeven aan de erfgenamen van het Joodse echtpaar Lewenstein. Vervolgens verkochten de nieuwe eigenaars het stuk voor 60 miljoen euro aan een particuliere verzamelaar.

## Musea
De schilderijen van Wassily Kandinsky bevinden zich onder meer in:
- Städtische Galerie im Lenbachhaus in München
- Hermitage in Sint-Petersburg[6]
- Solomon R. Guggenheim Museum en Museum of Modern Art in New York[7][8]
- Peggy Guggenheim Collection in Venetië[9]
- Centre Pompidou in Parijs[10]
- Museum Folkwang in Essen
- Kunstmuseum Den Haag in Den Haag[11]
- Museum Boijmans Van Beuningen in Rotterdam[12]
- Van Abbemuseum in Eindhoven[13]
- Tate Gallery in Londen[14]
- LaM in Villeneuve-d'Ascq
- Stedelijk Museum in Amsterdam

## Werk

### Publicaties
- Der Blaue Reiter, een door de groep uitgegeven almanak
- Über das Geistige in der Kunst insbesondere in der Malerei. München: Piper, 1912
- Klänge. München 1912
- Punkt und Linie zu Fläche, München 1926
- Rückblicke. Berlin, Sturm Verlag, Berlin, 1913

### Schilderijen
De werken van Wassily Kandinsky zijn onder andere te zien in het Lenbachhaus in München en het Ca' Pesaro in Venetië.
- Oude stad I, 1902, olieverf op linnen, 52 × 78,5 cm, Parijs, Centre Pompidou
- Driekoppige draak, 1903, houtsnede, 14,6 × 7,4 cm, Parijs, Centre Pompidou
- De draak, 1903, houtsnede, 5,2 × 15,1 cm, Parijs, Centre Pompidou
- De zangeres, 1903, houtsnede in kleur, drie blokken in tweede staat, 19,5 × 14,5 cm, München, Städtische Galerie im Lenbachhaus
- Der Blaue Reiter. 1903. Olieverf op linnen, 55 × 65 cm.
- Gabriele Münter bij het schilderen in Kallmünz, 1903, olieverf op linnen, 58,5 × 58,5 cm, München, Städtische Galerie im Lenbachhaus
- Carnaval, 1904, in München. Zonder jaar. Tempera op karton. 37,8 × 54,9 cm, Chicago, Art Institute of Chicago. Zie artic.edu
- Strandstoelen in Holland, 1904, olieverf op linnen, 24 × 32,6 cm, München, Städtische Galerie im Lenbachhaus
- Zondag (Oudrussisch), 1904, olieverf op linnen, 45 × 95 cm, Rotterdam, Museum Boijmans Van Beuningen
- Gabriele Münter, 1905, olieverf op linnen, 45 × 45 cm, München, Städtische Galerie im Lenbachhaus
- Aankomst van de kooplieden, 1905, tempera op doek, 92,5 × 135 cm, Sendai, Miyagi Kunsthistorisch museum
- Rijdend paar (Reitendes Paar) 1906-1907. Olieverf op doek. 55 × 50,5 cm, München, Städtische Galerie im Lenbachhaus Zie externe link.
- Achtervolging, 1907, houtsnede, 17,4 × 37,1 cm, Parijs, Centre Pompidou
- Baba Jaga, 1907, houtsnede, 6,7 × 16,9 cm, Parijs, Centre Pompidou
- Goeslispeler, 1907, linoleumsnede, 19 × 19,3 cm, Moskou, Tretjakovgalerij
- Maannacht, 1907, houtsnede, 21,4 × 19 cm, Moskou, Tretjakovgalerij
- Schalmei(Fluitspeler), 1907, houtsnede, 10,8 × 15,7 cm, Parijs, Centre Pompidou
- Het volle leven, 1907, tempera op linnen, 130 × 162,5 cm, München, Städtische Galerie im Lenbachhaus
- Vogels, 1907, houtsnede, 14,6 × 15 cm, Parijs, Centre Pompidou
- Vrouwen in het bos, 1907, houtsnede, 15,9 × 20,4 cm, Parijs, Centre Pompidou
- Wolken, 1907, houtsnede, 14,9 × 14,8 cm, Parijs, Centre Pompidou
- Herbststudie bei Oberau. 1908. Olieverf op karton. 32,8 × 44,5 cm, München, Städtische Galerie im Lenbachhaus Zie externe link.
- Murnau Kohlgruberstrasse. 1908. Olieverf op karton. 71 × 97,5 cm, Privéverzameling
- München-Schabing met Ursula-kerk, 1908, olieverf op karton, München, Städtische Galerie im Lenbachhaus
- Schilderij met boogschutters. 1909. Olieverf op doek. 175 × 144,6 cm, New York, Museum of Modern Art. Zie Museum of Modern Art Provenance Research Project.
- Improvisatie 6 (Afrikaans), 1909, olieverf op linnen, 107 × 99,5 cm, München, Städtische Galerie im Lenbachhaus
- Berg, 1909, olieverf op linnen, 109 × 109 cm, München, Städtische Galerie im Lenbachhaus
- Kerk in Murnau, 1909, olieverf op linnen, 64,7 × 50,2 cm, München, Städtische Galerie im Lenbachhaus
- Gezicht op Murnau met spoorweg en slot, 1909, olieverf op karton, 36 × 49 cm, München, Städtische Galerie im Lenbachhaus
- Landweggetje in Murnau, 1909, olieverf op karton, 33 × 44,6 cm, München, Städtische Galerie im Lenbachhaus
- Interieur (Mijn eetkamer), 1909, olieverf op karton, 50 × 65 cm, München, Städtische Galerie im Lenbachhaus
- Kerkhof en pastorie in Kochel, 1909, olieverf op karton, 44,4 × 32,7 cm, München, Städtische Galerie im Lenbachhaus
- Zicht op Murnau met kerk. 1910. Olieverf op doek. 110,6 × 120 cm, Eindhoven, Van Abbemuseum. Zie vanabbemuseum
- Glasschilderij met zon, 1910, glasschilderij, 30,6 × 40,3 cm, München, Städtische Galerie im Lenbachhaus
- Studie voor compositie II, 1910, olieverf op linnen, 97,5 × 130,5 cm, New York, Guggenheim Museum (New York)
- Zonder titel (eerste abstracte aquarel), 1910, potlood, waterverf en inkt op papier, 49,6 × 64,8 cm, Parijs, Centre Pompidou
- Appelboom, 1911, houtsnede, 10 × 10 cm, Parijs, Centre Pompidou
- Ruiterpad, 1911, houtsnede, 15,7 × 21,1 cm, Parijs, Centre Pompidou
- Lyrisches 1911. Olieverf op doek. 94 × 130 cm, Rotterdam, Museum Boijmans Van Beuningen. Zie Lyrisches
- Improvisatie 19, 1911, olieverf op linnen, 120 × 141,5 cm, München, Städtische Galerie im Lenbachhaus

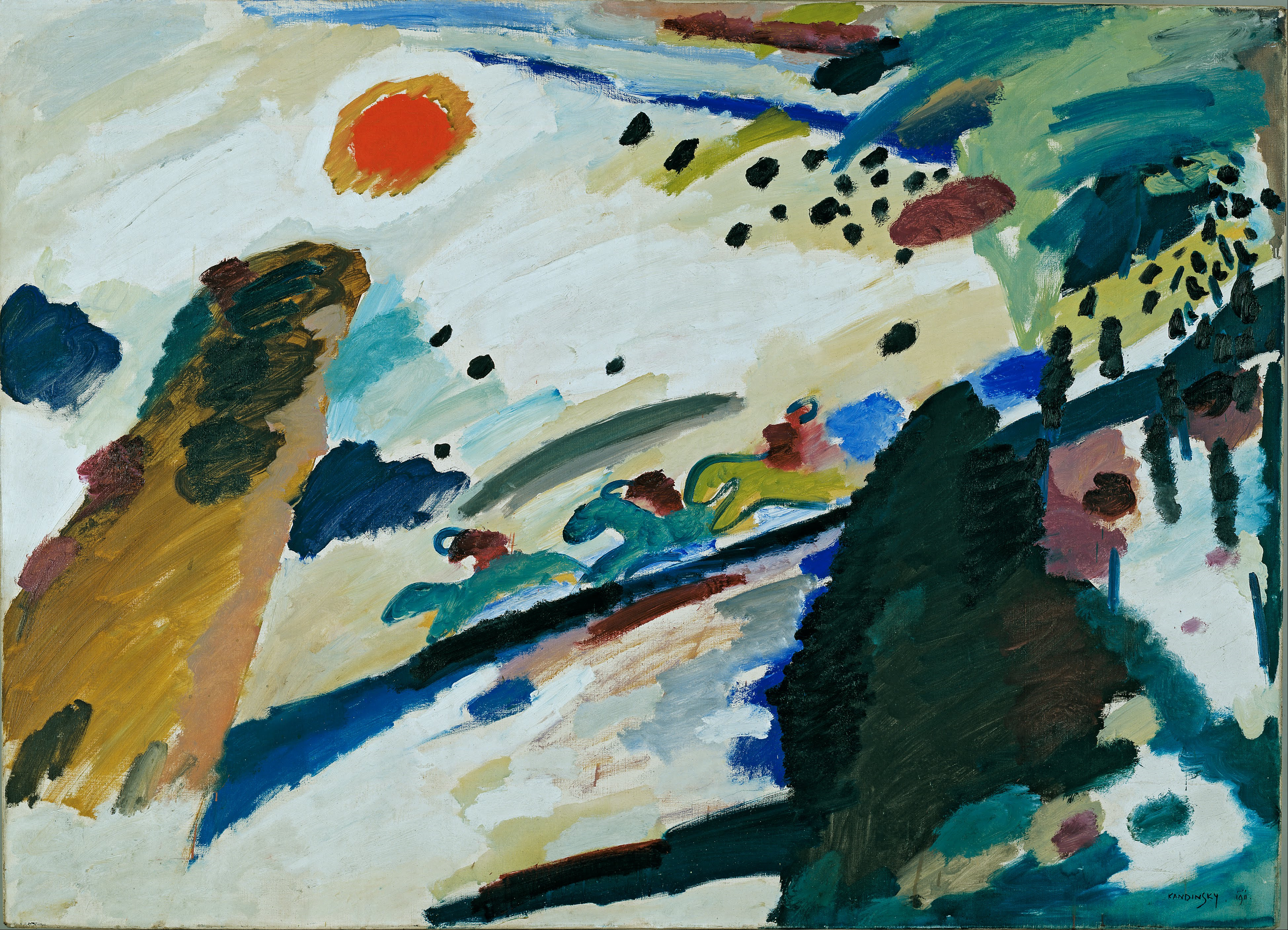
Romantisch landschap, 1911

- Romantisch landschap, 1911, olieverf op linnen, 94,3 × 129 cm, München, Städtische Galerie im Lenbachhaus
- Improvisatie 26 (roeien), 1912, olieverf op linnen, 97 × 107,5 cm, München, Städtische Galerie im Lenbachhaus
- Schilderij met zwarte boog, 1912, olieverf op linnen, 188 × 196 cm, Parijs, Centre Pompidou
- Studie voor compositie VII (Ontwerp 2), 1913, olieverf op linnen, 100 × 140 cm, München, Städtische Galerie im Lenbachhaus
- Compositie VII, 1913, olieverf op linnen, 200 × 300 cm, Moskou, Tretjakovgalerij
- Compositie VI, 1913, olieverf op linnen, 195 × 300 cm, Sint-Petersburg, Hermitage (Sint-Petersburg)
- Improvisatie zondvloed, 1913, olieverf op linnen, München, Städtische Galerie im Lenbachhaus
- Zwarte strepen, 1913, olieverf op linnen, 129,4 × 131,1 cm, New York, Guggenheim Museum (New York)
- Kleine geneugten, 1913, olieverf op linnen, 109,8 × 119,7 cm, New York Guggenheim Museum (New York)
- Schilderij met witte rand, 1913, olieverf op linnen, 140,3 × 200,3 cm, New York Guggenheim Museum (New York)
- Improvisatie ravijn, 1914, olieverf op linnen, 110 × 110 cm, München, Städtische Galerie im Lenbachhaus
- Paneel voor Edwin R. Campbell Nr. 2. 1914. Olieverf op doek. 162,6 × 122,7 cm, New York, Museum of Modern Art. Zie Museum of Modern Art Provenance Research Project.
- Ruiter, Sint Joris, 1914-1915, olieverf op karton, 61,4 × 91 cm, Moskou, Tretjakovgalerij
- Moskou I, 1916, olieverf op linnen, 51,5 × 49,5 cm, Moskou, Tretjakovgalerij
- Gravure III, 1916, droge naald, 13,5 × 16,1 cm, Parijs, Centre Pompidou
- Vuurvogel, 1916, aquarel, penseel, oost-indische inkt op karton, 51,5 × 61,5 cm, Moskou, Poesjkinmuseum
- In grijs, 1919, olieverf op linnen, 129 × 176 cm, Parijs, Centre Pompidou
- Witte streep, 1920, olieverf op linnen, 98 × 80 cm, Keulen, Museum Ludwig
- Rode ovaal, 1920, olieverf op linnen, 71,5 × 71,5 cm, New York, Guggenheim Museum (New York)
- Rode vlek II, 1921, olieverf op linnen, 151 × 181 cm, München, Städtische Galerie im Lenbachhaus
- Geel centrum, 1926, olieverf op doek, 45,5 × 37,5 cm, Rotterdam, Museum Boijmans Van Beuningen
- Opwaarts. Oktober 1929. Olieverf op karton. 70 × 49 cm, Venetië, Peggy Guggenheim Collection. Zie Peggy Guggenheim Collection.
- Grillig. 1930. Olieverf op karton. 40,5 × 56 cm, Rotterdam, Museum Boijmans Van Beuningen.
- Aangevuld bruin, 1935, olieverf op doek, 81 × 100 cm, Rotterdam, Museum Boijmans van Beuningen
- Dominerende curve, 1936, olieverf op linnen, 129,3 × 194,3 cm, New York, Guggenheim Museum (New York)
- Bont gezelschap, 1938, olieverf en lak op linnen, 116 × 89 cm, Parijs, Centre Pompidou
- Ingewikkeld - eenvoudig, 1939, olieverf op linnen, 100 × 81 cm, Parijs, Centre Pompidou
- Compositie X, 1939, olieverf op linnen, Düsseldorf, Kunstsammlung Nordrhein-Westfalen
- Rond de cirkel, 1940, olieverf en email op linnen, 96,8 × 146 cm, New York, Guggenheim Museum (New York)
- Zonder titel, 1941, gouache, 48,1 × 31,2 cm, New York, Guggenheim Museum (New York)
- Gedempt elan, 1944, olieverf op karton, 42 × 58 cm, Parijs, Centre Pompidou

## Tentoonstellingen (selectie)
- Kandinsky, de grote doorbraak rond 1913, 29 oktober 1998 t/m 7 februari 1999, Gemeentemuseum Den Haag in Den Haag
- Van Kirchner tot Kandinsky, 25 maart t/m 18 september 2005 in het Groninger Museum in Groningen[15]
- Kandinsky the path to abstraction, 22 juni t/m 2 oktober 2006 in de Tate Gallery in Londen
- Russische sprookjes, volksverhalen en legenden, 15 december 2007 t/m 6 april 2008 in het Groninger Museum in Groningen[16]
- Kandinsky, 8 april t/m 10 augustus 2009 in Centre Georges Pompidou in Parijs[17]
- Kandinsky, 18 september 2009 t/m 13 januari 2010 in het Guggenheim in New York[18]
- Kandinsky en Der Blaue Reiter, 6 februari t/m 24 mei 2010 in het Gemeentemuseum Den Haag in Den Haag[19][20]
- Kandinsky - pionier van de abstracte kunst, 19 juni t/m 10 november 2024 in het H'ART Museum, Amsterdam.